# Суффельвейерсхайм
Суффельвейерсхайм (фр. Souffelweyersheim, нем. Suffelweyersheim) — коммуна на северо-востоке Франции в регионе Гранд-Эст (бывший Эльзас — Шампань — Арденны — Лотарингия), департамент Нижний Рейн, округ Страсбур, кантон Энайм. До марта 2015 года коммуна административно входила в состав упразднённого кантона Мюндольсайм (округ Страсбур-Кампань).
Площадь коммуны — 4,51 км², население — 6219 человек (2006) с выраженной тенденцией к росту: 7665 человек (2013), плотность населения — 1699,6 чел/км².

## Население
Население коммуны в 2011 году составляло 7548 человек, в 2012 году — 7549 человек, а в 2013-м — 7665 человек.
| 1962 | 1968 | 1975 | 1982 | 1990 | 1999 | 2006 | 2008 | 2011 | 2012 | 2013 |
| ---- | ---- | ---- | ---- | ---- | ---- | ---- | ---- | ---- | ---- | ---- |
| 2750 | 3144 | 3978 | 4012 | 5591 | 6017 | 6219 | 7180 | 7548 | 7549 | 7665 |

Динамика населения:

## Экономика
В 2010 году из 4915 человек трудоспособного возраста (от 15 до 64 лет) 3756 были экономически активными, 1159 — неактивными (показатель активности 76,4 %, в 1999 году — 73,1 %). Из 3756 активных трудоспособных жителей работали 3462 человека (1730 мужчин и 1732 женщины), 294 числились безработными (145 мужчин и 149 женщин). Среди 1159 трудоспособных неактивных граждан 410 были учениками либо студентами, 465 — пенсионерами, а ещё 284 — были неактивны в силу других причин.

## Достопримечательности (фотогалерея)

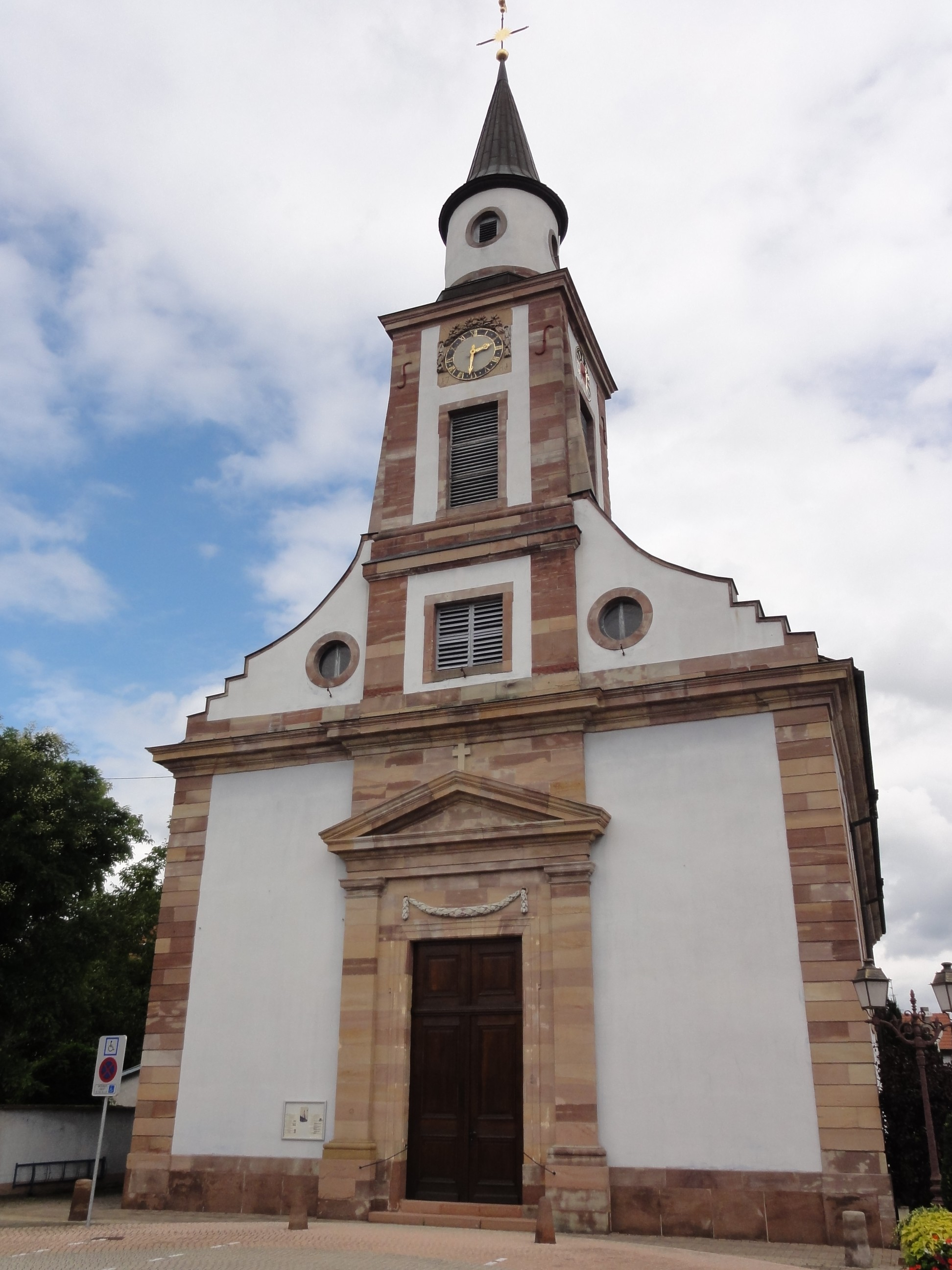
Церковь святого Георгия
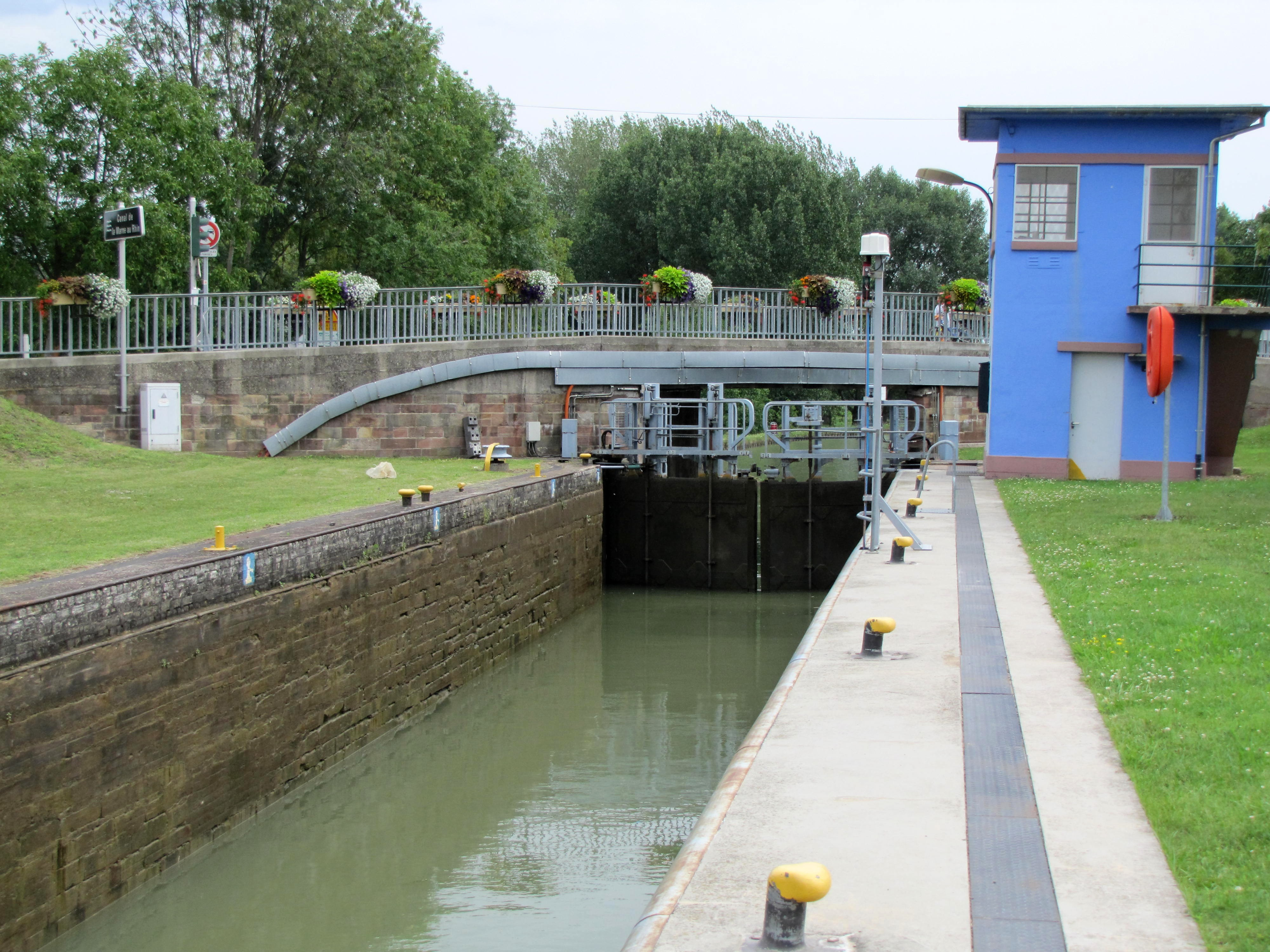
Шлюз на канале Марна — Рейн
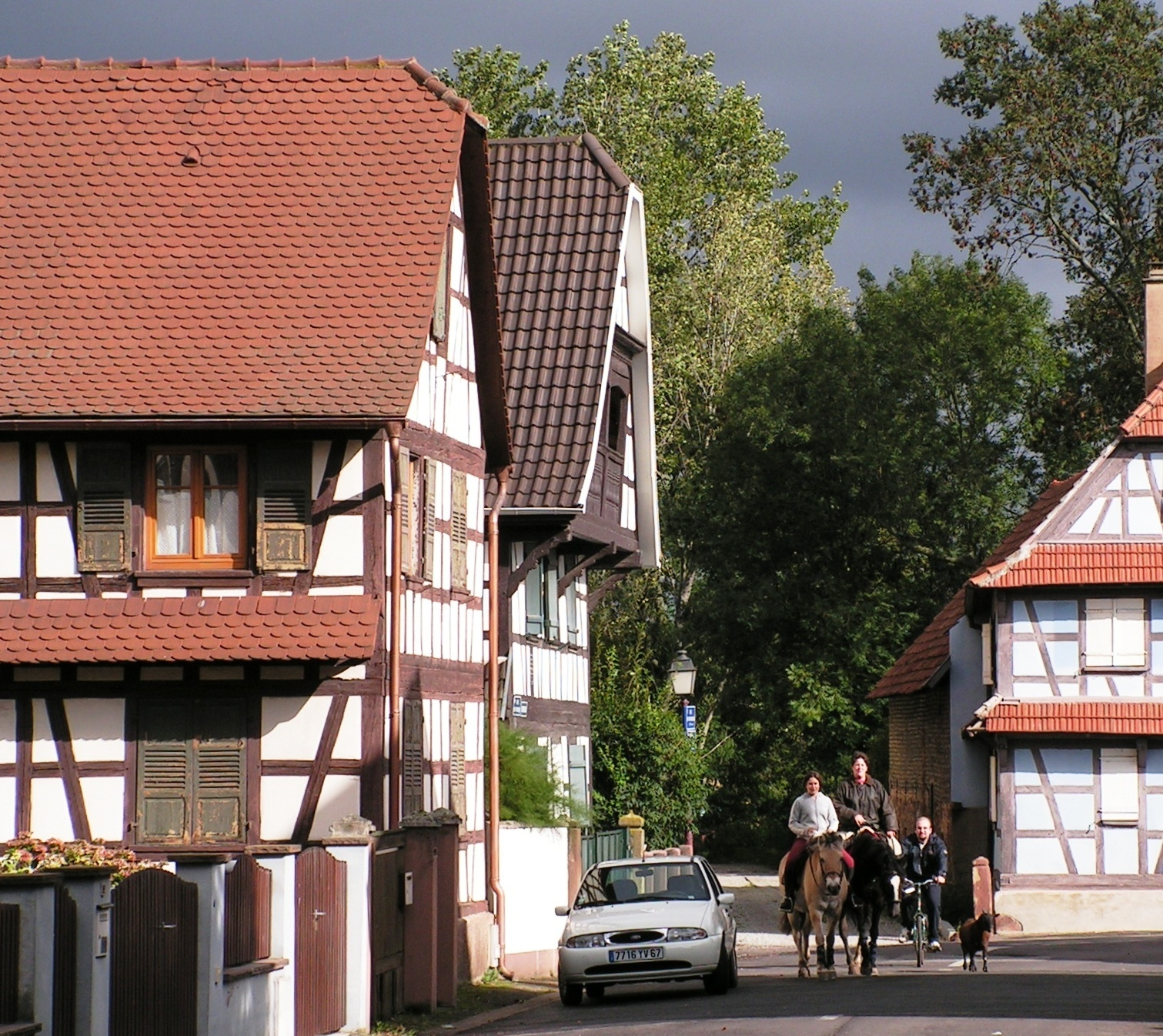
Фахверковый дом
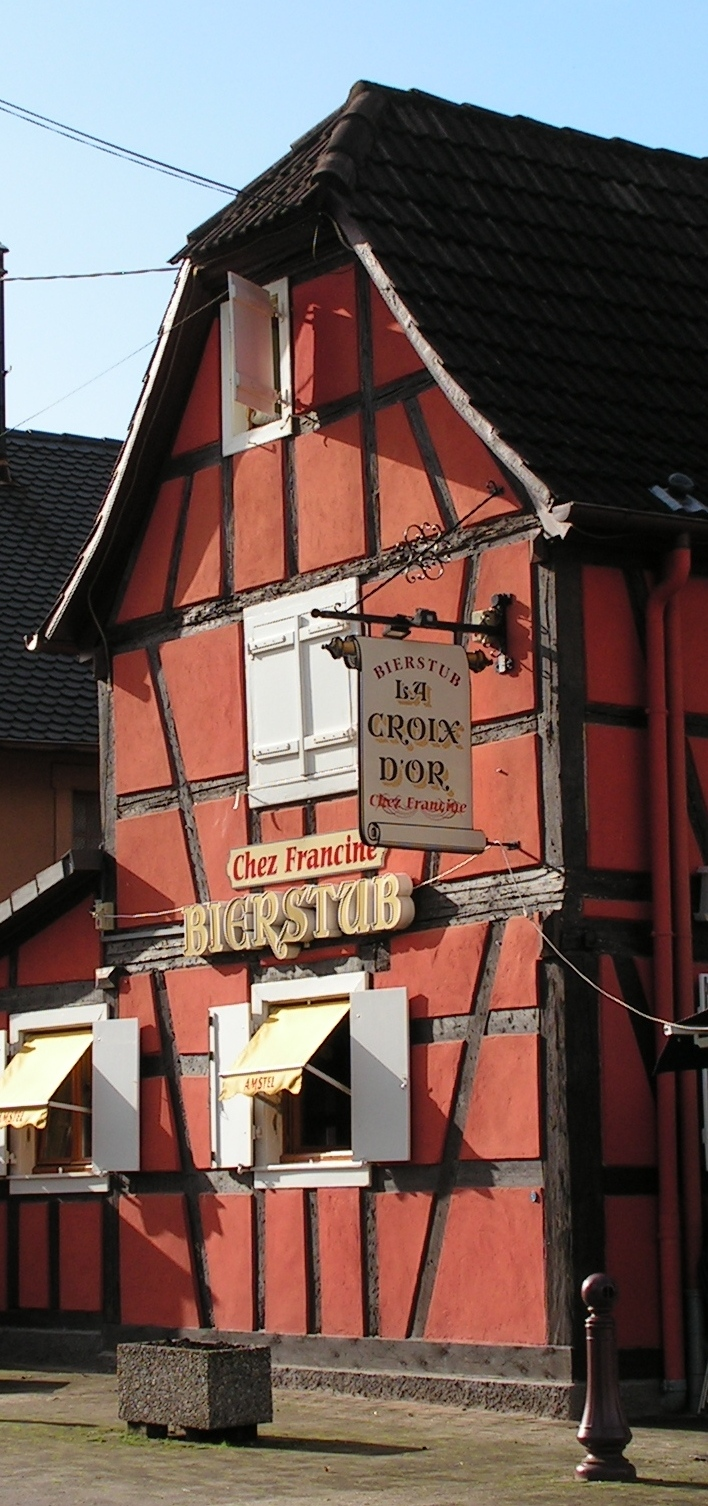
Фахверковый дом